# Genndy Tartakovsky
Genndy Tartakovsky (n. Gennady Borisovich Tartakovsky, rusă Геннадий Борисович Тартаковский; 17 ianuarie 1970) este un animator, scenarist, producător și regizor ruso-american. El este cunoscut cel mai bine ca fiind creatorul a diverse seriale de pe Cartoon Network și Adult Swim, incluzând Laboratorul lui Dexter, Samurai Jack, Războiul Stelelor: Războiul clonelor, Titanul simbionic, Primal și Unicorn: Războinicii eterni
Pentru Sony Pictures Animation, el a regizat primele trei filme și a semnat al patrulea film din seria Hotel Transilvania, și regizează în prezent două filme de animație pentru adulți: Fixed și Black Knight. De asemenea, a fost un membru de producție pivotal al serialului Fetițele Powerpuff și a lucrat la alte seriale ca Doi câini proști și Batman: Serialul de Animație. Tartakovsky este cunoscut pentru stilul său de animație unic, incluzând acțiune la pas rapid și dialog minim.
Pe parcursul carierei sale, el a câștigat cinci Premii Emmy, trei Premii Annie, un premiu WAC Winner, un Premiu OIAF și un Premiu Winsor McKay, alături de alte nominații pentru lucrările sale.
Deși numele său în rusă, primit la naștere, este Геннадий (Ghenadie), și-a schimbat numele în Genndy după ce s-a mutat în Statele Unite.

## Viața timpurie
Tartakovsky s-a născut pe 17 ianuarie 1970 la Moscova, din părinți evrei. Tatăl său, Boris, a lucrat ca dentist pentru autoritățile sovietice și pentru Echipa Națională de hochei a Uniunii Sovietice. Mama sa, Miriam, era director adjunct la o școală. Mai are un frate mai mare cu doi ani, Alexander, care oferă servicii de consultanță IT în Chicago. Înainte de a se stabili în Statele Unite, familia sa s-a mutat în Italia, unde a fost atras în lumea artei inspirat fiind de fiica unui vecin german.
Familia lui Tartakovsky s-a mutat în Statele Unite pe când el avea șapte ani fiind îngrijorați de efectele antisemitismului asupra vieții copiilor lor. Inițial, familia s-a mutat la Columbus, Ohio stabilindu-se în cele din urmă la Chicago. A studiat la Columbia College Chicago și s-a mutat la Los Angeles pentru a studia animația la California Institute of the Arts cu prietenul său Rob Renzetti) unde l-a întâlnit pe Craig McCracken. La CalArts, Tartakovsky a regizat și animat două filme studențești, unul dintre ele devenind baza pentru Dexter's Laboratory. După doi ani la CalArts, Tartakovsky și-a găsit un loc de muncă în Spania, lucrând la Batman: Serialul de Animație și The Critic.

## Cariera
Craig McCracken a primit un post la Hanna-Barbera pentru serialul 2 câini proști recomandând cooptarea lui Robert Renzetti și a lui Tartakovsky, care avea să creeze cel mai important desen animat al său, Laboratorul lui Dexter, desenând și nr. 25 al benzii desenate dedicate lui Dexter, intitulată „Stubble Trouble”. A ajutat la producerea serialului animat Fetițele Powerpuff regizând mai multe episoade, fiind și regizorul de animație al Fetițele Powerpuff: Filmul. Cele trei proiecte au fost nominalziate la Premiul Emmy, Samurai Jack câștigând Premiul Primetime Emmy pentru cel mai bun program de animație mai scurt de o oră în 2004, adjudecându-și în același an și Premiul Primetime Emmy pentru cel mai bun program de animație de o oră sau mai mult pentru Războiul stelelor: Războiul clonelor.